# La Rue-Saint-Pierre (Hauts-de-France)
La Rue-Saint-Pierre è un comune francese di 770 abitanti situato nel dipartimento dell'Oise della regione dell'Alta Francia.

## Società

### Evoluzione demografica
Abitanti censiti